# Centuripe

Localització de Centuripe

Centuripe (sicilià Centorbi) és un municipi italià, dins de la província d'Enna. L'any 2007 tenia 5.714 habitants. Limita amb els municipis d'Adrano (CT), Biancavilla (CT), Bronte (CT), Castel di Judica (CT), Catenanuova, Paternò (CT), Randazzo (CT) i Regalbuto.

## Administració
| Període | Identitat       | Partit  |
| ------- | --------------- | ------- |
| 2007-   | Antonino Biondi | l'Ulivo |